# Коцький Василь
Васи́ль Ко́цький (1879, Сокаль, Королівство Галичини та Володимирії — 5 червня 1927, Станиславів, Польща) — український педагог, художник.

## Життєпис
Народився 1879 року в Сокалі у міщанській родині. Закінчив тутешню народну школу та учительську семінарію. Провчителювавши рік у Белзі, залишив педагогічну роботу і подався здобувати мистецьку освіту. З 1902 по 1906 рр. опановував художнє ремесло у Краківській академії мистецтв на відділі малярства у професорів Й. Мегоффера і Л. Вичулковського. За високі здобутки у навчанні 1905 року був нагороджений золотою медаллю та відзначений грошовою відзнакою. З Кракова виїхав на подальші трирічні мистецькі студії до Мюнхена і Парижу.
Після отримання мистецької освіти в силу різних обставин так й не зміг реалізувати свій багатий творчий потенціал художника і був змушений повернутися до вчителювання. Напередодні Другої світової війни отримав посаду вчителя рисунків в Українській державній гімназії Станиславова. Також навчав азів малювання молодь в місцевій гімназії Сестер Василіянок.
Помер в Станиславові 5 червня 1927 року.